# 사막여우
사막여우(white-footed fox, desert fox)는 대표적으로 페넥여우를 칭하며, 또는 북부 아프리카에서 중동, 근동 일대를 아우르는 광대한 사막 및 반사막 지역에 서식하는 여우류를 포함하여 칭하기도 한다.

## 종
사막에 사는 여우는 아래의 종들이 알려져있다.
- 페넥여우 (Vulpes zerda)
- 아프간여우 (Vulpes cana)
- 케이프여우 (Vulpes chama)
- 흰꼬리모래여우 (Vulpes rueppelli)
- 검은꼬리모래여우 (Vulpes pallida)
- 티베트모래여우 (Vulpes ferrilata)
- 페루사막여우 (Lycalopex sechurae)

이 다섯 종은 모두 북아프리카에서 근동에 이르는 광활한 지역에 서식하고 있어 서식지의 상당 부분이 중복되며 종간의 생김새가 비슷한 편이다. 비슷한 생김새 때문에 전문가마저도 구분하기 어렵다는 이야기가 있으나, 이는 사실이 아니다. 생물생태학적으로 구분하여 학술적으로 종을 나누어 놓은 만큼, 이 종들은 생물학적 특징만으로도 충분히 구분 가능하다. 각 종마다 성체 크기의 차이가 크게 있으며, 꼬리의 얼룩 등의 유무로 구분이 가능하다. 특히 CITES 부속서 II 로 분류하고 있는 멸종위기종인 페넥여우의 경우, 생김새가 검은꼬리모래여우(Vulpes pallida)와 흰꼬리모래여우(Vulpes rueppelli)와 흡사하다고 하나, 실제로는 성체의 크기가 페넥여우보다 두배 이상 큰 종들이며, 꼬리의 색상과 반점 유무로 세 종은 확연히 구분된다. 흰꼬리모래여우와 검은꼬리모래여우는 Vulpes pallida pallida나 Vulpes rueppelli rueppelli를 비롯하여 모두 서너가지에 달하는 아종이 알려져 있으나, 이 아종 또한 자신의 종의 생물학적 특징을 따라가므로 이들 역시 다른 종과는 충분히 구분된다.

## 특징들
대부분의 사막여우류는 2~5월 사이에 한배(2~6마리)를 낳으며, 임신기간은 50일 내외이다. 첫배를 잃거나 또는 먹이가 풍부할 경우 년 2회 번식도 가능하다. 예민한 성격 탓에 동물원 등에서 사육되는 개체의 경우는 번식이 쉽지 않은 편이다.
야행성이며 잡식성이다. 사육상태의 개체의 경우 주행성으로 변환에 어려움이 없다. 작은 신체를 가지고 있는 사막여우의 장점은 외부의 공격으로부터 피신 할 수 있으므로 사막의 심한 열부하와 일사량을 피할 수 있다는 것이다. 같은 여우류가 야행성을 띠는 것이 천적의 위험을 회피하기 위한 것임을 생각해 볼 때, 천적의 위험이 없는 사육상태의 경우 야행성을 유지하는 유인이 급격히 감소하는 것을 그 원인으로 볼 수 있다.
열을 배출하기 위해 발달된 널찍한 귀가 특징이다. 개과에 속하는 종으로서, 개와 늑대, 여우와 비슷한 신체적 특성을 가진다. 그렇지만, 개과, 여우속의 종들과 달리, 체구 대비 큰 귀로 인해 그렇지 않아도 유지하기 힘든 체내 수분이 쉽게 손실되는 경향이 있다.
대한민국에서는 광견병 등 전염성 질병의 백신을 취급하는 곳이 매우 제한적인 바, 분양처로부터 확인이 필요하다. 일반 개용 백신을 사용할 경우 치명적인 부작용이나 폐사를 불러올 수도 있다. 다만, 드론탈플러스, 프론트라인, 애도보컷의 사용은 수의사의 처방 아래 사용이 가능하다.      거의 대부분 강아지 보다는 고양이에 가까운 성격이다.

## 보호
대부분의 사막여우는 모피를 얻기 위한 목적으로 수렵되며, 페넥폭스의 경우는 주로 애완용으로 유통하기 위하여 포획된다. 이 때문에 개체수 감소를 막기 위해 Vulpes cana와 Vulpes zerda는 사이테스(CITES, 멸종위기 야생동식물종 국제 거래 협약) 부속서 2 에 등재되어 국제간 거래에 엄격한 제약을 받는다. 또한 대한민국 환경부 야생생물보호법에 의거하여 사이테스에 등록된 포유류는 개인 사육이 불가능하다. 사이테스에 등록된 종은 인공증식(bred in captivity) 개체도 여전히 사이테스의 보호를 받으며, 인공증식하여 상업적 용도로 수입, 수출, 또는 사육을 하려면 CITES 감시기관이 지정한 곳에서 관리하에 이루어진 인공증식 개체만 가능하다. 허가를 받는다 하더라도 수출국과 수입국의 허가가 없다면 수출입이 불가능하다.

## 사육
모든 동물이 그러하듯이 사육 상태에서 인공증식된 개체(bred in captivity)의 경우라면, 설혹 사람이 직접 사료를 주어 기른 개체가 아니더라도 적절한 관심과 보살핌을 받으면 길지 않은 시간내에 적절한 수준의 길들이기가 가능한 것이 여우류의 특징이라 할 수 있다. 동물원 전시용으로 반입되는 보호종(Vulpes zerda)의 경우 납품 단가 등의 문제로 거의 대부분이 야생에서 포획된 개체(wild caught)인 만큼 주의가 필요하다. 이런 개체의 경우 사육 상태로 전환되었을 때 장기간 생존률이 급격히 떨어지는 문제가 있다.
사막여우류는 일반 개처럼 파포바이러스 라는 것이 있다. 파보바이러스 및 디스템퍼에 대해 감수성을 지니고 있어 이 두 질병에 대한 예방접종이 권장된다. 다만, Canine-9을 비롯한 우에 시판되는 거의 모든 개용 백신은 사막여우류에게 치명적인 결과를 가져올 수 있으니 절대로 접종하여서는 안 된다. 현재 대한민국에서 시판되는 일반 개용 백신중 사막여우에게 안전한 것은 존재하지 않는다. 영국 미국 등지의 특수소동물 전문 수의사를 통하여 사막여우류에게 안전한 백신을 구하여 사용할 것이 권장된다. 광견병의 경우 외부 다른 개과 동물과의 접촉이 없는 한 별다른 문제가 없는 것이 일반적이다.

## 거래
해외에서 애완용으로 거래되고 있는 사막여우는 대부분이 페넥여우지만, 대한민국에서 페넥여우는 개인이 상업적 용도로 수입을 할 수 없으며 환경청의 허가를 받은 동물원에서만 반입, 혹은 사육할 수 있다. 때문에 흡사하게 생긴 검은꼬리여우 및 흰꼬리모래여우 등으로 속여 밀반입하기도 하며, 이렇게 밀반입한 페넥여우를 서류상 합법적으로 둔갑시켜 거래하는 일이 많다. 또는 동물원에서 기르는 페넥폭스를 불법으로 개인에게 판매하는 경우도 있다. 언론에서도 사막여우의 불법거래를 방송하였는데, EBS의 다큐멘터리 "하나뿐인 지구"에서는 사막여우를 불법 포획·수입하는 과정을 보여주었고 세관과 환경부의 도움으로 구조된 사막여우들은 한국으로 배송되는 과정에서 극심한 스트레스와 질병(개홍역)으로 22마리 이상 중 5마리만이 살아남았다. 또한 최근 환경청에서 페넥여우의 불법 반입과 사육에 대한 감시가 강화되었으며 대한민국에서 개인이 사막여우를 기르는 일은 사실상 불가능하게 되었다. 개인이 합법적으로 사막여우를 분양받고자 할 시에는 본인이 분양받으려는 사막여우의 생물학적 종이 멸종위기종이 아님을 반드시 확인하여야 하며, 수입통관시 관세청에서 발급되는 수입신고필증 등의 통관서류 상 기재된 사항과 환경청에 신고된 서류를 반드시 확인하여야 한다.

## 참고 문헌
1. ↑  하나뿐인지구 "야생동물이 배송되었습니다" 다시보기

- British Small Animal Vet. Association 발간 진료 매뉴얼
- USDA
- CITES 발간 자료